# Wladimiro Calarese
Wladimiro Calarese (* 3. října 1930 Messina, Itálie – 13. srpna 2005 Dayton, Spojené státy americké) byl italský sportovní šermíř, který se specializoval na šerm šavlí. Itálii reprezentoval v padesátých a šedesátých letech. Na olympijských hrách startoval v roce 1960, 1964 a 1968 v soutěži jednotlivců a družstev. V soutěži jednotlivců získal na olympijských hrách 1960 bronzovou olympijskou medaili. V roce 1963 obsadil třetí místo na mistrovství světa v soutěži jednotlivců. S italským družstvem šavlistů vybojoval na olympijských hrách dvě stříbrné (1964, 1968) a jednu bronzovou (1960) olympijskou medaili. V roce 1965 vybojoval s družstvem šavlistů druhé místo na mistrovství světa.